# ميخائيل غرانت (صحفي)
ميخائيل غرانت (بالإنجليزية: Michael Grant)‏ هو صحفي ومحامي أمريكي، ولد في 16 يوليو 1951.